# Giovanni Battista Natolini
Giovanni Battista Natolini (San Daniele del Friuli, 1551 – Udine, 1609) è stato un tipografo e scrittore italiano.

## Biografia
Secondo alcune fonti nacque a Colloredo di Monte Albano. I genitori erano due dipendenti dei conti di Colloredo: il fattore Bernardino Carga Natolini e Girolama, una cameriera. Fu avviato allo studio del latino e del greco nella scuola pubblica di Giampietro Astemio a San Daniele; verso il 1565 entrò nella bottega del tipografo Nicolò Bevilacqua a Venezia. Nel 1571 prese parte come volontario alla battaglia di Lepanto, della quale diede poi un resoconto. Nel 1578 scrisse Legendario delle santissime vergini, ristampato più volte ancora nel XVIII secolo. Dal 1588 al 1591 lavorò a Venezia presso il tipografo-editore Damiano Zenaro.
Il 24 febbraio 1592 chiese al Comune di Udine il permesso di poter aprire una stamperia. Accettata la richiesta, Natolini fu nominato anche stampatore del Patriarcato di Aquileia. A Udine stampò soprattutto opere di argomento religioso. Stampò tuttavia anche il IV dei Responsa del giurista Tiberio Deciani e nel 1607 la prima grammatica di sloveno (Vocabolario italiano, e schiavo), opera di Gregorio Alasia.